# Julia Hahn
Pour les articles homonymes, voir Hahn.
Ne doit pas être confondu avec Julia Ann.
Julia Aviva Hahn (née le 1er avril 1991 à Beverly Hills) est un écrivain américain et l'assistante personnelle du président Donald Trump. Elle a contribué au site Breitbart News de Steve Bannon.

## Biographie
Née dans une famille juive,,, elle rejoint la Harvard-Westlake School de Los Angeles. Elle est la petite fille de Harold Honickman, 277e personne la plus riche des États-Unis, selon le classement, Forbes 400.

### Formation
Elle a étudié la philosophie à l'université de Chicago puis à Paris. Sa thèse porte sur les intersections entre la psychanalyse et la pensée de Michel Foucault, inspirée par le penseur Leo Bersani. Elle a aussi étudié à la Columbia Business School. Productrice pour The Laura Ingraham Show et attaché de presse d'un membre du Congrès de Virginie, Dave Brat, elle est proche d'Ann Coulter.